# Besim Fagu
Besim Fagu (* 10. März 1925 in Tirana; † 1999) war ein ehemaliger albanischer Fußballspieler.

## Karriere

### Verein
Fagu begann seine Karriere 1945 bei KF Tirana. Ein Jahr später wechselte er zu Partizani Tirana, wo er bis 1959 spielte. Während seiner Zeit bei FK Partizani Tirana gewann er siebenmal die albanische Meisterschaft und viermal den Pokal.

### Nationalmannschaft
Zwischen 1946 und 1958 war Fagu Mitglied der albanischen Nationalmannschaft und absolvierte insgesamt 11 Länderspiele. Sein Debüt gab er im Oktober 1946 während des Balkan-Cups gegen Bulgarien, den Albanien gewann. Sein letztes Länderspiel bestritt er im Mai 1958 in einem Freundschaftsspiel gegen die DDR.

## Privatleben
Fagu hatte sich im Zweiten Weltkrieg den kommunistischen Partisanen angeschlossen. Er war zeitlebens den Albanischen Streitkräften und ihrem Sportklub Partizani verbunden.